# Природни сили
„Природни сили“ (на английски: Forces of Nature) е американска романтична комедия от 1999 г. на режисьора Броунен Хюз, по сценарий на Марк Лорънс, и участват Сандра Бълок и Бен Афлек. Премиерата на филма е в САЩ на 19 март 1999 г. и е разпространен от „Дриймуъркс Пикчърс“.

## Актьорски състав
| Актьор           | Роля               |
| ---------------- | ------------------ |
| Бен Афлек        | Бен Холмс          |
| Сандра Бълок     | Сара Люис          |
| Мора Тиърни      | Бриджит Кахил      |
| Стийв Зан        | Алън               |
| Блайт Данър      | Вирджиния Кахил    |
| Рони Кокс        | Хадли Кахил        |
| Майкъл Феърман   | Ричард Холмс       |
| Ричард Шиф       | Джо                |
| Афемо Омилами    | Таксиметров шофьор |
| Дейвид Стрикланд | Стийв Монтгомъри   |
| Джак Кехлър      | Вик ДеФранко       |
| Джанет Карол     | Барбара Холмс      |
| Мередит Скот Лин | Деби               |
| Джордж Д. Уолъс  | Макс               |
| Стив Хитнър      | Джак Бейли         |
| Джон Доу         | Карл Люис          |
| Ан Хейни         | Ема                |
| Бърт Ремсен      | Нед                |
| Бил Ъруин        | Мъри               |

## Продукция
Снимачния процес се състои повече от три дни в South at the Border, туристическа атракция близо до Дилън, Южна Каролина, и в Савана, Джорджия.

## В България
В България филмът е издаден на VHS от Александра Видео през 2000 г.
На 12 юни 2004 г. е излъчен за първи път по bTV.
На 13 юни 2009 г. е излъчен многократно по Нова телевизия.
На 24 май 2017 г. е излъчен и по каналите на БТВ Медиа Груп.

### Дублажи
| Озвучаващи артисти  | Ани Василева Христина Ибришимова Даниела Йорданова Силви Стоицов Димитър Иванчев Николай Николов |
| Преводач            | Саша Добрева                                                                                     |
| Тонрежисьор         | Иво Игнатов                                                                                      |
| Режисьор на дублажа | Димитър Кръстев                                                                                  |

| Озвучаващи артисти  | Татяна Захова Ирина Маринова Василка Сугарева Станислав Димитров Николай Николов |
| Преводач            | Пламен Узунов                                                                    |
| Тонрежисьор         | Цветан Дацов                                                                     |
| Режисьор на дублажа | Милена Манчева                                                                   |